# パール・ネックレス (性行為)

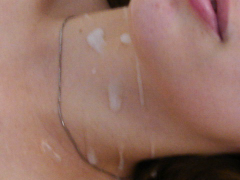
パール・ネックレスの例

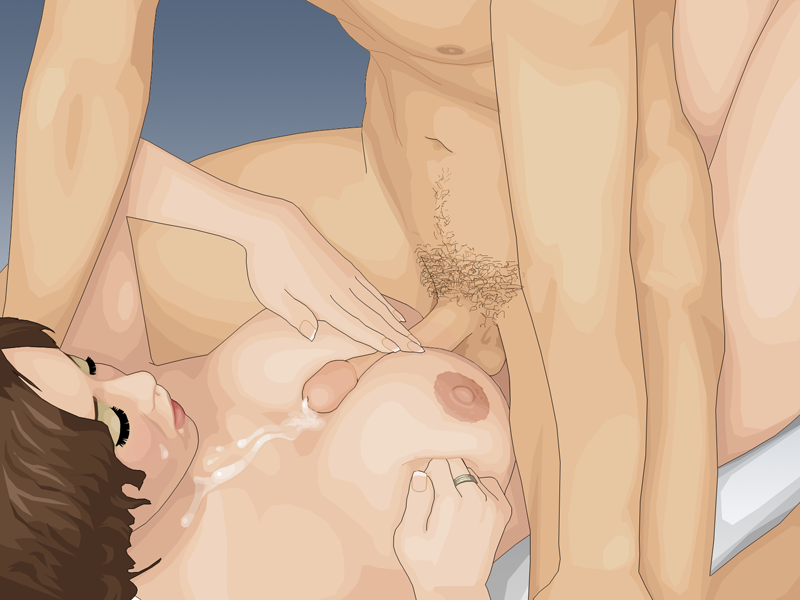
パイズリはパール・ネックレスに誘導するためのテクニックでもある

パール・ネックレス（pearl necklace）とは、男性がパートナーの首や胸、乳房の上やそのまわりに精液を射出する行為を指す英語におけるスラングである。射精が顔に行われた場合は「顔射」という。こうした射精はパイズリやオナニーによっても可能であるし、フェラチオ後に射精する男性がパートナーの口からペニスを引き抜いたときに結果的になされる場合もある。
男性の放出した精液の滴りが透明なホワイトパールのネックレスに似ていることからパール・ネックレスという言葉が用いられるようになった 。

## 文化のなかのパール・ネックレス
2004年に放送されたホーム・ボックス・オフィスの「セックス・アンド・ザ・シティ」、エピソード69ではこの言葉が紹介されている。このエピソードでは、性に関して非常に疎い登場人物がふと耳にした約束を取り違え、性に聡い人物サマンサがそれはスラングだと説明する。またブギー・バンドであるZZトップの歌、『パール・ネックレス』は、女性を下品に扱い好ましくないと批判された。